# Iron Maiden (hard rock együttes)
Az Iron Maiden egy brit hard rock együttes, amely Basildonban alakult. Előbb Growth (1964-68), Bum (Anglia, 1968-70), Bum Up, majd végül Iron Maiden néven futottak. Az együttes tagjai többször cserélődtek, végül a Barry Skeels, Steve Drewett, Trev Thoms, Steve Chapman négyes lett a leghíresebb felállás. Egyetlen nagylemezük felvételei 1969-1970-ben készültek. A Gemini Records-szal kötöttek szerződéset, egy ideig turnéztak is, felléptek például a The Who és Amen Corner előzenekaraként. 1972-ben oszlottak fel.

## Tagok
- Barry Skeels (basszus és vokál)
- Steve Drewett (vokál és harmonika)
- Trev Thoms (gitár)
- Steve Chapman (dob)

## Diszkográfia

### Kislemezek
- God of Darkness / Ballad of Martha Kent (1968)
- Falling / Ned Kelly (1970)

### Album
- Maiden Voyage (felvétel: 1970, kiadás: 1998)